# Cave de Tyron
Cave de Tyron è una fortezza costruita nella roccia in Libano.

## Descrizione
Era costituita da varie stanze scavate nella roccia del fianco del Jabal Niha, un monte a est della città di Sidone, in quello che era  territorio della Signoria di Shuf, nel crociato Regno di Gerusalemme.
Si poteva raggiungere solo percorrendo un sentiero largo a malapena un metro ed era situata ad una quota di centinaia di metri sul livello del mare.

## Storia
Cadde in mano ai musulmani nel 1133; tornata ai cristiani fu conquistata di nuovo nel 1165 da Shīrkūh, generale di Norandino; tornò ai crociati nel 1240 circa, o forse tra il 1182 e il 1187. Nel 1257 Giuliano de Grenier, Signore di Sidone, la diede all'Ordine teutonico. Venne abbandonata probabilmente nel 1260.